# Bravo-Jahrescharts 1961

## Bravo-Jahrescharts 1961
Der Hit des Jahres war der Babysitter-Boogie von Ralf Bendix. Mit Wheels konnte wieder einmal ein reines Instrumentalstück ganz vorne landen. Die Griechin Nana Mouskouri, eine bis heute in Deutschland populäre Schlagersängerin, tauchte erstmals in den Charts in Deutschland auf. Ihr Lied Weiße Rosen aus Athen gehört weiterhin zu den beliebtesten Evergreens. Zur gleichen Zeit war sie allerdings bereits in den USA eine anerkannte Jazzsängerin, was in Deutschland erst vierzig Jahre später einer breiten Öffentlichkeit bekannt wurde. Der US-amerikanische Sänger Ricky Nelson war in seiner Heimat neben Paul Anka einer der größten Teeniestars dieser Zeit und hatte nach seinem Erfolg 1959 als Schauspieler in dem Western Rio Bravo an der Seite von John Wayne und Dean Martin auch seinen ersten Erfolg in Deutschland. Hello Mary Lou wurde dann sein erster Hit in Deutschland. Elvis Presley landete mit Muss i denn zum Städtele hinaus wieder nicht auf den vorderen Plätzen, wieder mit einem für ihn untypischen Lied. Dies konnte auch als Dankeschön für seine Militärzeit in Deutschland seitens der deutschen Jugendlichen gewertet werden.
Im Original erschienen die BRAVO-Jahrescharts in der Ausgabe 53/1961 der Jugendzeitschrift unter der Ankündigung „BRAVO nennt die Plattenbestseller des Jahres 1961“ in der Rubrik Bravo-Musicbox 1961.  In seiner Broschüre Die Bravo-musicbox, hat Christian Müller eine Rangfolge der in den wöchentlichen Musicboxen aufgeführten Titel nach einem Punktesystem in den Hits des Jahres zusammengestellt.

## BRAVO-Musicbox 1961
1. La Paloma – Freddy Quinn
2. Ein Schiff wird kommen – Lale Andersen
3. Ramona – Blue Diamonds
4. Mit 17 fängt das Leben erst an – Ivo Robić
5. Wheels – Billy Vaughn
6. Babysitter-Boogie – Ralf Bendix
7. Hello Mary Lou – Ricky Nelson
8. Da sprach der alte Häuptling – Gus Backus
9. Apache – Jørgen Ingmann
10. Wooden Heart – Elvis Presley
11. Am Sonntag will mein Süßer mit mir segeln geh’n – Old Merry Tale Jazzband
12. Weiße Rosen aus Athen – Nana Mouskouri
13. Schöner fremder Mann – Connie Francis
14. Der Mann im Mond – Gus Backus
15. Wunderland bei Nacht – Bert Kaempfert
16. Sucu-Sucu – Ping Ping
17. Zuckerpuppe (aus der Bauchtanz-Truppe) – Bill Ramsey
18. Corinna, Corinna – Peter Beil
19. Danke für die Blumen – Siw Malmkvist
20. Pepito – Los Machucambos

## Die Hits des Jahres 1961
(nach Peter Müller)
1. Babysitter-Boogie – Ralf Bendix – 333 Punkte
2. Wheels – Billy Vaughn – 307 Punkte
3. La Paloma – Freddy Quinn – 290 Punkte
4. Weiße Rosen aus Athen – Nana Mouskouri – 282 Punkte
5. Der Mann im Mond – Gus Backus – 276 Punkte
6. Pepe – Dalida – 255 Punkte
7. Schöner fremder Mann – Connie Francis – 252 Punkte
8. Hello Mary Lou – Ricky Nelson – 243 Punkte
9. Ramona – Blue Diamonds – 236 Punkte
10. Sucu-Sucu – Ping Ping – 234 Punkte

## BRAVO-Otto-Wahl 1961
Die BRAVO Otto-Wahl zeigte wieder einmal, dass Freddy Quinn der Superstar dieser Zeit war. In den Bravo Charts landete er mit vier Liedern unter den ersten 20 Plätzen. Der junge Rex Gildo wurde vor allem durch seine Fernsehauftritte populär.

### Sänger
1. Goldener Otto: Freddy Quinn
2. Silberner Otto: Peter Kraus
3. Bronzener Otto: Rex Gildo

### Sängerinnen
1. Goldener Otto: Caterina Valente
2. Silberner Otto: Heidi Brühl
3. Bronzener Otto: Conny Froboess